# Cayo Lecanio Baso (cónsul 64)
Cayo o Gayo Lecanio Baso  fue un senador romano del siglo I, que alcanzó el honor del consulado.

## Carrera pública
Era hijo de Cayo Lecanio Baso, consul suffectus en 40, bajo Calígula, y originario de Pola en Istria en el noreste de Italia, donde su familia poseía importantes talleres cerámicos.
Su cursus honorum desarrollado bajo Claudio es desconocido, hasta que bajo Nerón alcanzó en 64 el cargo de consul ordinarius. Leal a Vespasiano durante el turbulento año de los cuatro emperadores, fue agraciado por este emperador con cargo de procónsul de la provincia Asia entre 78 y 79, falleciendo poco después.
Al carecer de hijos, adoptó a Cayo Lecanio Baso Cecina Peto, que fue consul suffectus en 70, hijo de sangre de Aulo Cecina Peto, que había sido consul suffectus en 37, y también a Cayo Lecanio Baso Pacio Peligno.